# バトルグループ・オメガ
バトルグループ・オメガ(Battle Group Omega)は、アメリカのSFテレビドラマ『スタートレック』シリーズを原作とするMMORPG、『Star Trek Online』に登場する架空の組織。

## 設定概要
惑星連邦宇宙艦隊とクリンゴン帝国防衛軍が共同で設立した、ボーグに関する防衛及び調査任務を専門に行う特殊部隊。
宇宙艦隊側の指揮官はドゥヴァック大佐、帝国防衛軍側の指揮官はプトール大佐で、どちらもクリンゴン人である。
2399年に戦争に突入した惑星連邦とクリンゴン帝国だったが、ボーグの存在は両陣営にとって依然無視できない脅威だった。そこで2400年初頭に両陣営は、ボーグ対策を共同で行うこと、共同活動のため互いの領域の一部を非戦闘域とすることなどの取り決めに合意し、その実行機関として「バトルグループ・オメガ」を設立した。
通常はトランスワープコンジットの監視、ボーグスペースへ侵入しての調査活動などを行っているが、ボーグ侵攻の際には最前線で戦い惑星連邦およびクリンゴン帝国の領域を防衛する。
宇宙艦隊と帝国防衛軍の宇宙船合わせて21隻で構成されるが、のちに宇宙艦隊が3隻の宇宙船を増派し全24隻となる。

## 所属艦艇
プレイヤーが使用できないクラスの艦船と一部のNPC船は、艦隊登録番号が重複している。
- U.S.S.ヴィクトリー　U.S.S.Victory（NX-96100） - ジュピター級ドレッドノート。ドゥヴァック大佐の指揮。宇宙艦隊側旗艦。
- U.S.S.カーネギー　U.S.S.Carnegie（NCC-95581） - トライデント級深宇宙科学船。
- U.S.S.ゴールド　U.S.S.Gold（NX-95600） - デスティニー級深宇宙科学船。
- U.S.S.サティー　U.S.S.Satie（NCC-96003） - エミッサリー級宇宙巡洋艦。船名は24世紀の宇宙艦隊士官ノラ・サティーに由来。
- U.S.S.サモア　U.S.S.Samoa（NCC-96047） - タイフーン級強襲巡洋艦。船名は南太平洋の島国サモアに由来。
- U.S.S.チャパル　U.S.S.Chapar（NCC-95527） - オラクル級深宇宙科学船。
- U.S.S.トムリンソン　U.S.S.Tomlinson（NCC-94996） - ヴァンガード級宇宙巡洋艦。
- U.S.S.フォレスト　U.S.S.Forrest（NCC-94996） - グリフォン級高速護衛艦。船名は22世紀の宇宙艦隊士官マクスウェル・フォレストに由来。
- U.S.S.プランク　U.S.S.Planck（NCC-95208） - ヘルメス級高速護衛艦。船名は量子論の創始者である物理学者マックス・プランクに由来。
- U.S.S.ヘンドリクソン　U.S.S.Hendrickson（NCC-96047） - タイフーン級強襲巡洋艦。
- U.S.S.モンゴメリー・スコット　U.S.S.Montgomery Scott（NCC-95792） - アヴェンジャー級宇宙巡洋艦。船名は23世紀の宇宙艦隊士官モンゴメリー・スコットに由来。
- U.S.S.マクドノフ　U.S.S.McDonough（NX-95700） - インペリアル級強襲巡洋艦。増派組。
- U.S.S.フェルツァー　U.S.S.Felczer（NCC-95008） - ヘパイストス級上級護衛艦。増派組。
- U.S.S.ボーランド　U.S.S.Borland（NCC-89931） - ソル級偵察科学船。増派組。
- I.K.S.チャン　I.K.S.Chang - ヴォクゥブ級攻撃空母。プトール大佐の指揮。帝国防衛軍側旗艦。船名は23世紀のクリンゴン戦士チャン将軍に由来。
- I.K.S.ウェク　I.K.S.Wek - ネグヴァー級戦艦。
- I.K.S.クソック　I.K.S.Q'thoq - ノルグ級バード・オブ・プレイ。
- I.K.S.タラル　I.K.S.Taral - ヴォルチャ級攻撃巡洋艦。
- I.K.S.チュークーン　I.K.S.ChuQun - ネグヴァー級戦艦。
- I.K.S.チョウス　I.K.S.ChoS - ヘクタ級バード・オブ・プレイ。
- I.K.S.トゥネック　I.K.S.T'Nek - クティンガ級巡洋戦艦。
- I.K.S.マール　I.K.S.Marr - ウォルグ級ラプター。
- I.K.S.ムウール　I.K.S.M'Wur - ネグヴァー級戦艦。
- I.K.S.ラムジェップ　I.K.S.Ramjep - クィン級ラプター。

## 『ネメシス/S.T.X』のバトルグループ・オメガ
地球暦2379年にレムスのシミター級ウォーバードが地球へ向けて侵攻したさい、迎撃のためセクター1045に集結した艦隊に宇宙艦隊は「バトルグループ・オメガ（オメガ戦闘群）」の呼称を与える。所属艦艇は以下のとおり。
- U.S.S.アーチャー　U.S.S.Archer（NCC-44278) - ケンタウロス級。船名は22世紀の地球連合宇宙艦隊士官・惑星連邦大統領、ジョナサン・アーチャーに由来。
- U.S.S.アリエス　U.S.S.Aries（NCC-45167） - ルネサンス級。船名は牡牛座に由来。
- U.S.S.イントレピッド　U.S.S.Intrepid（NCC-74600） - イントレピッド級。USSヴォイジャーに代表されるイントレピッド級航宙艦のネームシップ。
- U.S.S.ヴァリアント　U.S.S.Valiant（NCC-75418） - ディファイアント級。
- U.S.S.エンタープライズE　U.S.S.Enterprise-E（NCC-1701-E） - ソヴェリン級。バッセン断層でシミターの奇襲攻撃を受けたため、艦隊には合流できず。
- U.S.S.ギャラクシー　U.S.S.Galaxy（NCC-70637） - ギャラクシー級。船名は銀河に由来。USSエンタープライズ-Dに代表されるギャラクシー級航宙艦のネームシップ。
- U.S.S.ノヴァ　U.S.S.Nova（NX-72230→NCC-73515） - ノヴァ級。USSイクイノックスに代表されるノヴァ級航宙艦のネームシップ。
- U.S.S.フッド　U.S.S.Hood（NCC-42296） - エクセルシオール級。